# محطة قطار جامعة
مَحطة جامعة هي محطة قطار جزائرية تَقع في إقليم بلدية جامعة، بولاية المغير، في شمال شرق الصحراء الجزائرية .

## الموقع في السكك الحديدية
تَقع المحطة في شرق مدينة جامعة، على الخط الممتد من القراح إلى تقرت. وتسبقها محطة المغير وتتبعها محطة تقرت .

## خدمة الركاب

### خدمة
تخدم محطة جامعة كل قطارات المسافات الطويلة على: الجزائر – تقرت.

### روابط خارجية
- "SNTF". Société nationale des transports ferroviaires (SNTF). مؤرشف من الأصل في 2025-05-05..